# Geißblattgewächse
Die Geißblattgewächse (Caprifoliaceae, aus lateinisch caprifolium („Geißblatt“ für Gartengeißblatt und andere Lonicera-Arten), von capra = die Ziege und folium = das Blatt) sind eine Pflanzenfamilie in der Ordnung der Kardenartigen (Dipsacales).

## Systematik

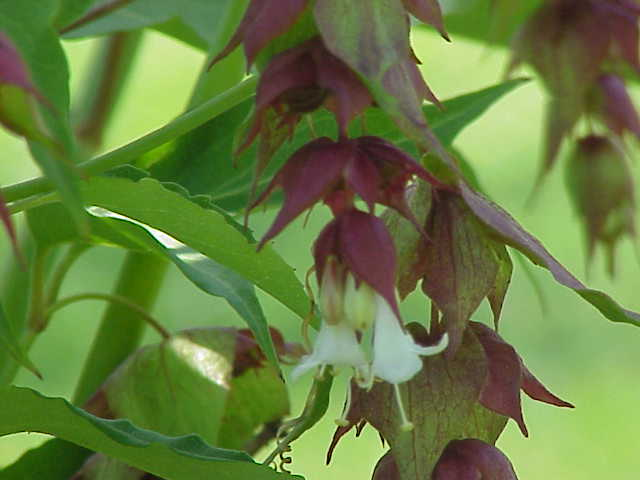
Unterfamilie Caprifolioideae: Blütenstand mit violetten Hochblättern und weißen Blüten von Leycesteria formosa

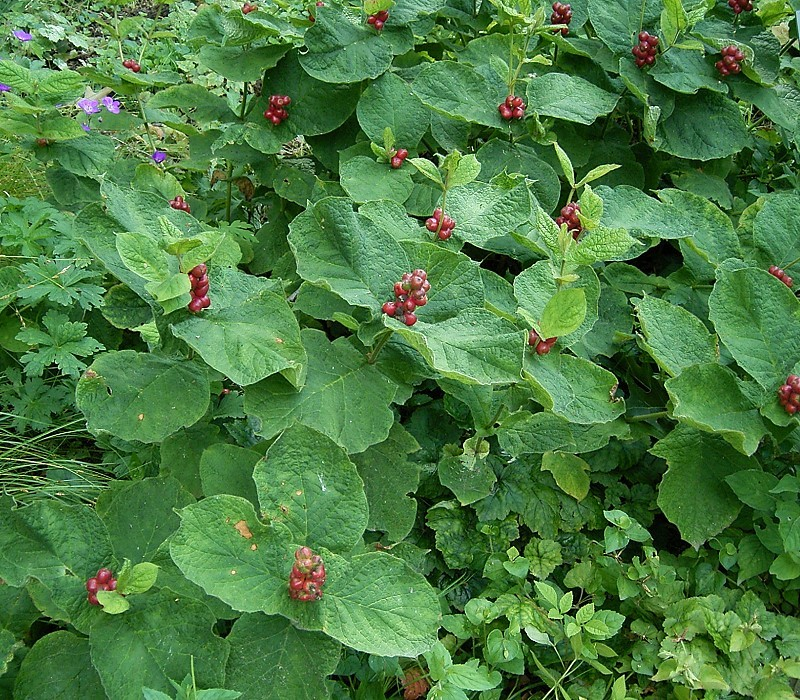
Unterfamilie Caprifolioideae: Beeren von Triosteum himalayanum

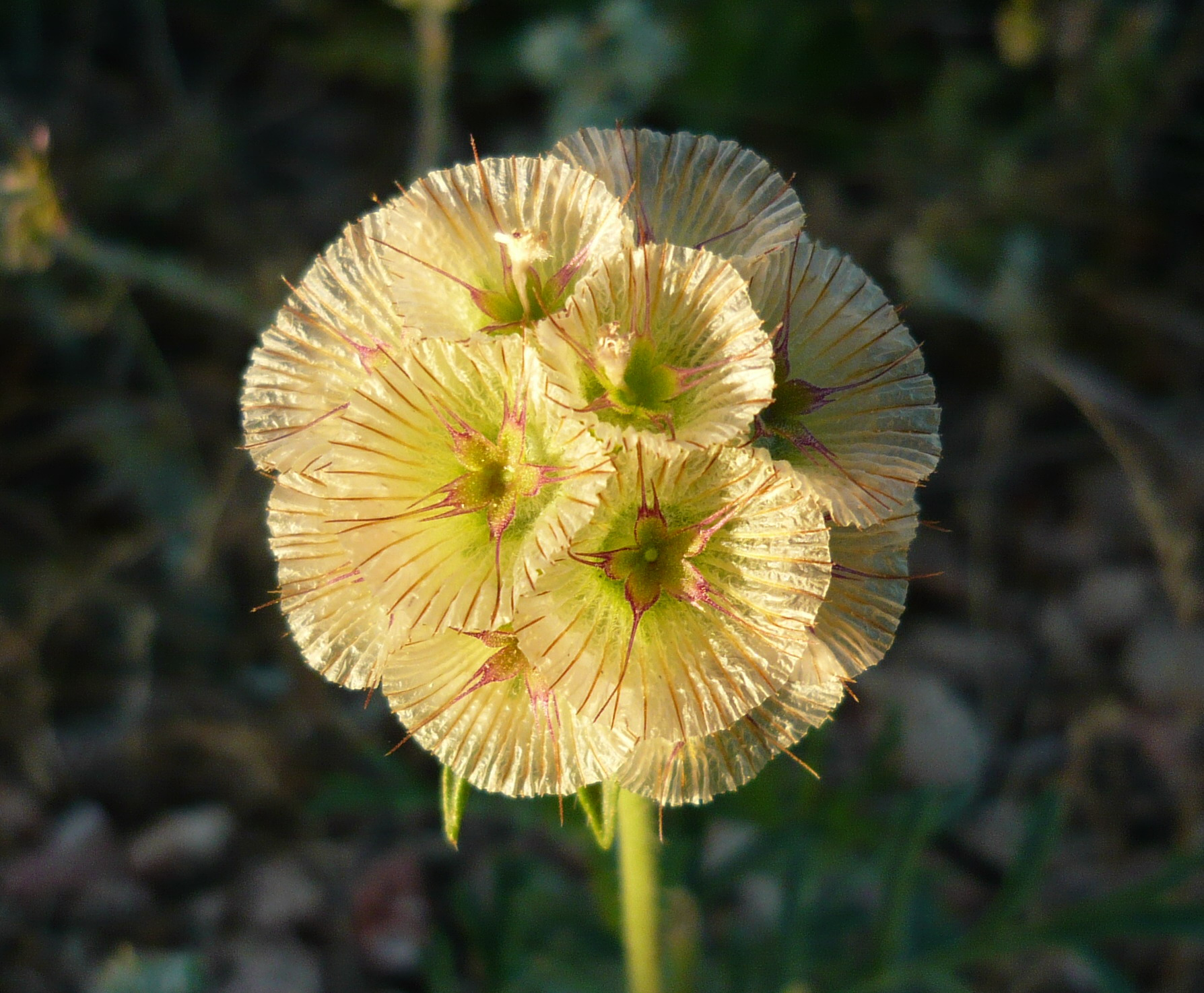
Unterfamilie Dipsacoideae: Fruchtstand von Lomelosia stellata

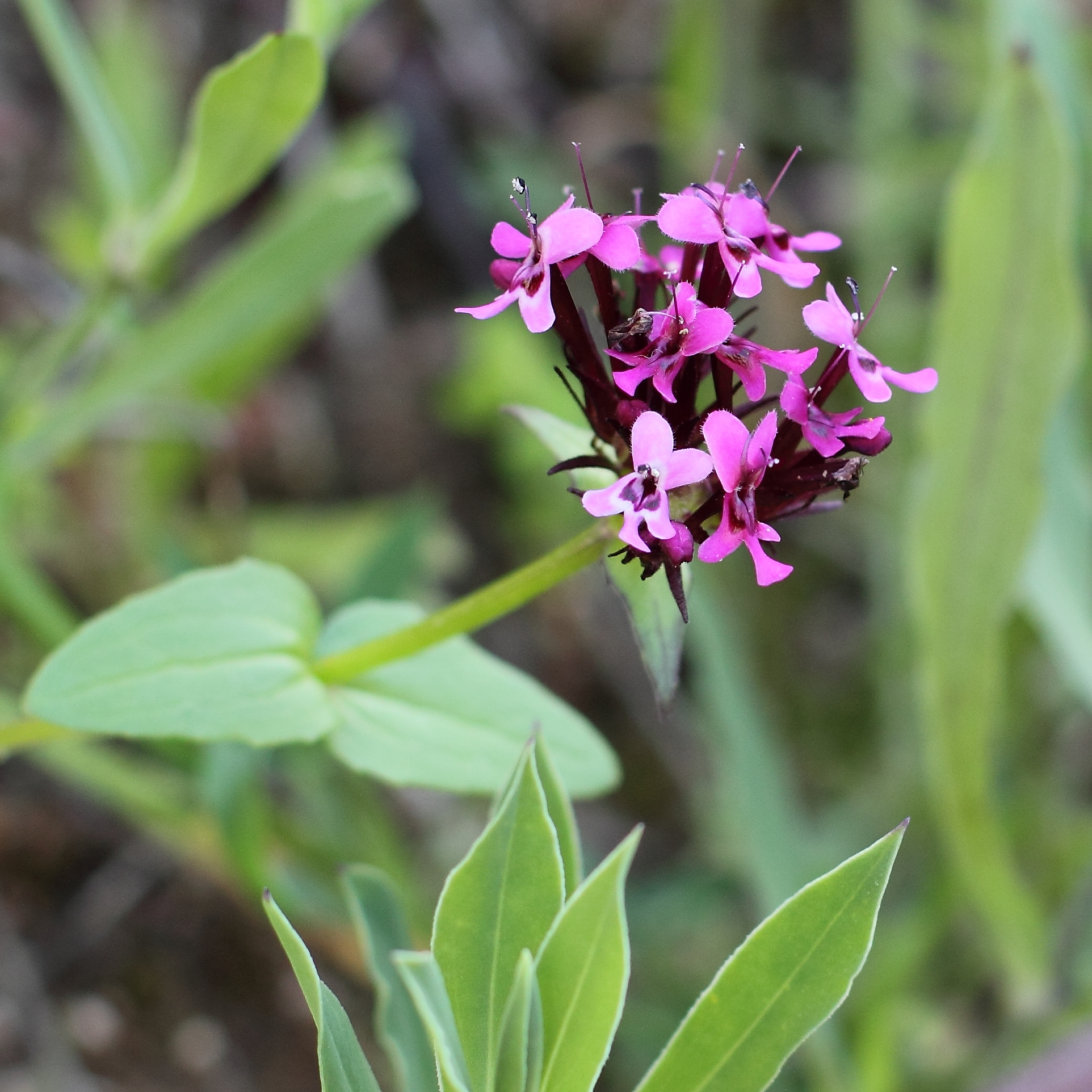
Unterfamilie Valerianoideae: Gegenständige Laubblätter und Blütenstand der Füllhorn-Fedie (Fedia cornucopiae)

Molekulargenetische Untersuchungen in der Ordnung der Kardenartigen (Dipsacales) führten seit etwa 1998 dazu, dass die Grenzen der Familien dieser Ordnung verschoben wurden. Sie wurde in mehrere kleine Familien aufgeteilt und umgegliedert; dann wurden die vielen kleinen Familien zu einer großen Familie der Caprifoliaceae s. l. zusammengefasst. Nach APG III wurden in die Caprifoliaceae die früher als eigenständige Familien geführten Familien Diervillaceae, Dipsacaceae, Linnaeaceae, Morinaceae und Valerianaceae eingegliedert. Dagegen gehen andere Arbeiten, beispielsweise die Arbeitsgruppe um Charles C. Bell, Department of Biological Sciences, University of New Orleans, die Flora of China 2011 und viele andere mehr davon aus, dass es sich bei fast allen um eigenständige Familien handelt. Es wird noch kontrovers darüber diskutiert.
Zur Familie der Geißblattgewächse (Caprifoliaceae) gehören im erweiterten Umfang eine alleinstehende Gattung und sechs Unterfamilien mit etwa 40 Gattungen:
- incertae sedis:
  - Triplostegia Wall. ex DC. wird als alleinstehendes Schwesterntaxon der Kardengewächse und der Baldriangewächse geführt:[5] Die zwei Arten sind im südöstlichen Asien und östlichen Malesien weitverbreitet. Ihr Verbreitungsgebiet reicht von Indien und Nepal nordwärts bis Gansu, südwärts bis Malaysia sowie ostwärts bis Taiwan. Beide Arten kommen in China vor.[6]

- Unterfamilie Caprifolioideae:
  - Heptacodium Rehder: Sie enthält nur eine Art:
    - Heptacodium miconioides Rehder: Es ist ein Endemit der chinesischen Provinz Hubei.[6]

  - Leycesteria Wall.: Die etwa fünf Arten sind vom Himalaja bis ins südwestliche China (vier Arten) beheimatet verbreitet.[6]
  - Heckenkirschen, auch Geißblatt genannt (Lonicera L.): Die etwa 180 Arten sind auf der Nordhalbkugel in Eurasien, Nordafrika sowie in Nordamerika weitverbreitet. In China kommen 57 Arten vor, davon 23 nur dort.[6]
  - Triosteum L.: Von den etwa sechs Arten sind drei in Ostasien (drei Arten in China) und drei im östlichen Nordamerika verbreitet.[6]
    - Triosteum perfoliatum L.: Südöstliche bis östliche Vereinigte Staaten.

  - Schneebeeren (Symphoricarpos Duhamel): Die etwa 15 Arten sind hauptsächlich von Nordamerika bis Mexiko verbreitet. Eine Art ist in China heimisch.[6]

- Unterfamilie Diervilloideae: Die nur zwei Gattungen mit etwa 16 Arten besitzen ein disjunktes Gesamtareal: zum einen das östliche Asien, zum anderen die südöstlichen USA.[6] (Zu den Gattungen siehe Unterfamilien-Artikel)

- Unterfamilie Linnaeoideae: Die sieben Gattungen mit etwa 19 Arten besitzen eine weite Verbreitungsgebiet auf der Nordhalbkugel umfasst Nordamerika, Mexiko, Europa und in Asien Russland, Kirgisistan, Usbekistan, Afghanistan, Nepal, Pakistan, Indien, China, Korea sowie Japan.[6] (Zu den Gattungen siehe Unterfamilien-Artikel)

- Unterfamilie Morinoideae Burnett: Sie enthält nur zwei (oder drei) Gattungen mit etwa zwölf Arten:
  - Acanthocalyx (DC.) Tiegh.: Die etwa zwei Arten gedeihen im Himalaya und im Hengduan-Gebirge. Beide Arten kommen in China vor.
  - Kardendisteln (Morina L., Syn.: Cryptothladia (Bunge) M.J.Cannon, Asaphes Sprengel non DC.): Die etwa zehn Arten sind vom Balkan über Zentralasien bis zum östlichen Himalaya verbreitet. In China gibt es acht Arten, vier davon nur dort.[6] Ein Beispiel ist:
    - Langblättrige Kardendistel (Morina longifolia Wall. ex DC.): Sie gedeiht in der Himalaya-Region.

- Unterfamilie Kardengewächse (Dipsacoideae Eaton, Syn.: Dipsacaceae Juss.): Die früher 11, seit 2013 14 Gattungen mit etwa 290 Arten sind von den gemäßigten bis subtropischen Zonen Eurasiens und Afrikas sowie im tropischen und südlichen Afrika beheimatet. Verbreitungsschwerpunkt ist der Mittelmeerraum und Kleinasien.[6] (Zu den Gattungen siehe Unterfamilien-Artikel)

- Unterfamilie Baldriangewächse (Valerianoideae Raf., Syn.: Valerianaceae Batsch, Valerianeae Dumort.): Die etwa acht Gattungen mit etwa 350 Arten gedeihen in den gemäßigten Gebieten der Nordhalbkugel und in den höheren Lagen und vielfach montane Regionen der Anden. Im tropischen Afrika, auf Madagaskar, in Südostasien und Australien fehlen sie völlig.[6] (Zu den Gattungen siehe Unterfamilien-Artikel)